# Cal Parrissa
Cal Parrissa és una casa gòtica de Guissona (Segarra) protegida com a Bé Cultural d'Interès Local.

## Descripció
Edifici de planta noble construïda a base de carreus de pedra molt ben treballats. És una construcció de quatre plantes que data d'inicis del segle xvi, tal com ens indica la dovella central del portal d'entrada, on es llegeix amb dificultat la data 1500.
Accedim a l'edifici a través d'un portal amb un arc de mig punt dovellat emmarcat per dues finestres rectangulars de petites dimensions.
A la primera planta s'observen dos balcons amb baranes de ferro forjat i dues portes balconeres rectangulars.
Al segon pis trobem dues finestres rectangulars amb ampit sense cap mena de decoració.
L'edifici és coronat amb una golfa molt interessant que presenta una galeria amb vuit arcuacions de mig punt dividida amb petits pilarets quadrangulars i una senzilla cornisa, que ens recorda els casals renaixentistes italians.
Als baixos de l'edifici s'ha disposat un petit aparador amb mobiliari i elements antics que s'han recuperat de les golfes de la casa.

## Història
Algunes fonts bibliogràfiques diuen que la noblesa d'aquest edifici es deu a què va pertànyer a una família de comerciants adinerada.